# Anna Sivkova
Anna Vitalyevna Sivkova, née le 12 avril 1982 à Moscou, est une escrimeuse russe pratiquant l'épée.

## Palmarès
- Jeux olympiques
  -  Médaille d'or par équipes aux Jeux olympiques de 2004 à Athènes
- Championnats du monde
  -  Médaille d'or par équipes aux championnats du monde 2001 à Nîmes
  -  Médaille d’or par équipes aux championnats du monde 2003 à La Havane
  -  Médaille d'argent par équipes aux championnats du monde 2007 à Saint-Pétersbourg
  -  Médaille d'argent en individuel aux championnats du monde 2013 à Budapest

- Championnats d'Europe
  -  Médaille d'or par équipes aux championnats d'Europe 2003
  -  Médaille d'or par équipes aux championnats d'Europe 2005
  -  Médaille d'or par équipes aux championnats d'Europe 2001
  -  Médaille d’argent en individuel aux championnats d'Europe 2001
  -  Médaille d’argent en individuel aux championnats d'Europe 2009
  -  Médaille d’argent par équipes aux championnats d'Europe 2001
  -  Médaille d’argent par équipes aux championnats d'Europe 2002
  -  Médaille de bronze en individuel aux championnats d'Europe 2008

- Coupe du monde d'escrime
  - Victoire aux tournois de coupe du monde de Doha (2011), Leipzig (2011), Budapest (2009), Saint-Pétersbourg (2006), Barcelone (2005), Luxembourg (2005).
  - Deuxième au classement général de la Coupe du monde 2008-2009.